# César Aira
César Aira (Argentina espanhol: pronúncia espanhola: [ˈse.saɾ ˈai.ɾa](Coronel Pringles, Província de Buenos Aires, 23 de fevereiro de 1949) é um escritor e tradutor argentino, e um expoente da literatura argentina contemporânea. Aira publicou mais de oitenta livros breves de contos, romances e ensaios. Na verdade, pelo menos desde 1993, uma característica de sua obra é um nível de escrita e publicação  quase frenético de dois a quatro livros de comprimento de novela cada ano. Lecionou na Universidade de Buenos Aires cursos sobre Copi e Arthur Rimbaud, e na Universidade de Rosário, sobre Construtivismo e Stéphane Mallarmé. Aira traduziu e editou livros da França, Inglaterra, Itália, Brasil, Espanha, México e Venezuela.

## O seu trabalho
Além de sua ficção, e o trabalho de tradução, Aira também escreve crítica literária, incluindo estudos monográficos de Copi, da poeta Alejandra Pizarnik, e o, o escritor britânico do século XIX Edward Lear. Ele escreveu um livro curto, Las tres fechas (As Três Datas), defendendo a importância central, ao se abordarem alguns escritores excêntricos menores, de se examinar o momento de suas vidas sobre o qual eles estão escrevendo, a data de conclusão da obra, e a data de publicação da obra. Aira também foi o executor literário das obras completas de seu amigo, o poeta e romancista Osvaldo Lamborghini (1940-1985).

## Estilo
Aira tem falado muitas vezes em entrevistas de elaborar uma vanguarda estética em que, em vez de editar o que escreveu, ele se envolve em uma "fuga para a frente" (fuga hacia adelante) para improvisar uma maneira de sair dos impasses em que se colocou ao escrever. Aira também busca em seu próprio trabalho, e elogia no trabalho de outros (como o cartunista e romancista de quadrinhos Copi), o "continuum" (el-contínuo) de um constante impulso na narrativa ficcional. Como resultado, suas ficções podem saltar radicalmente de um gênero para outro, e muitas vezes implementam estratégias narrativa de cultura popular e gêneros "subliterários" como ficção científica pulp e novelas de televisão. Com freqüência, ele se recusa a conformar as expectativas-genéricas de como um romance deveria terminar, deixando muitas de suas ficções bastante abertas.

### Romances
- Moreira (1975). Achával Solo
- Ema, la cautiva (1981). Editorial de Belgrano
- La luz argentina (1983). CEAL
- El vestido rosa. Las ovejas (1984). Ada Korn Editora
- Canto castrato (1984). Javier Vergara Editor
- Una novela china (1987). Javier Vergara Editor
- Los fantasmas (1990). Grupo Editor Latinoamericano
- El bautismo (1991). Grupo Editor Latinoamericano
- La liebre (1991). Emecé
- Embalse (1992). Emecé
- La guerra de los gimnasios (1992). Emecé
- La prueba (1992). Grupo Editor Latinoamericano
- El llanto (1992). Beatriz Viterbo
- El volante (1992). Beatriz Viterbo
- Diario de la hepatitis (1993). Bajo la luna nueva
- Madre e hijo (1993). Bajo La Luna Nueva
- Cómo me hice monja (1993). Mondadori
- La costurera y el viento (1994). Beatriz Viterbo
- Los misterios de Rosario (1994). Emecé
- La fuente (1995). Beatriz Viterbo
- Los dos payasos (1995). Beatriz Viterbo
- La abeja (1996). Emecé
- El mensajero (1996). Beatriz Viterbo
- Dante y Reina (1997). Mate
- El congreso de literatura (1997).
- La serpiente (1998). Beatriz Viterbo
- El sueño (1998). Emecé
- Las curas milagrosas del Dr. Aira (1998).[3] Simurg
- La mendiga (1998). Mondadori
- Un episodio en la vida del pintor viajero (2000). Beatriz Viterbo
- El juego de los mundos (2000). El Broche
- Un sueño realizado (2001). Alfaguara
- La villa (2001). Emecé
- El mago (2002). Mondadori
- Varamo (2002). Anagrama
- Fragmentos de un diario en los Alpes (2002).[3] Beatriz Viterbo
- La princesa Primavera (2003). Era
- El tilo (2003).[3] Beatriz Viterbo
- Las noches de Flores (2004). Mondadori
- Yo era una chica moderna (2004).  Interzona
- Yo era una niña de siete años (2005). Interzona
- Cómo me reí (2005). Beatriz Viterbo
- Haikus (2005). Mate
- El pequeño monje budista (2005). Mansalva
- Parménides (2006). Alfaguara
- La cena (2006). Beatriz Viterbo
- Las conversaciones (2007). Beatriz Viterbo
- La vida nueva (2007). Mansalva
- Las aventuras de Barbaverde (2008). Mondadori
- La confesión (2009). Beatriz Viterbo
- El error (2010). Mondadori
- Yo era una mujer casada (2010). Blatt & Ríos
- Festival (2011). BAFICI
- El marmol (2011). La Bestia Equilátera
- El náufrago (2011). Beatriz Viterbo
- Cecil Taylor (2011). Mansalva
- Los dos hombres (2011) Urania
- Entre los indios (2012). Mansalva
- El testamento del Mago Tenor (2013). Emecé
- Margarita (un recuerdo) (2013). Mansalva
- El Ilustre Mago (2013). Ediciones Biblioteca Nacional
- Artforum (2014). Blatt & Ríos
- Actos de caridad (2014). Hueders
- Biografía (2014). Mansalva
- Triano (2015). Milena Caserola
- La invención del tren fantasma (2015). Mansalva
- El Santo (2015). Mondadori/Literatura Random House

### Panfletos E Contos autônomos
- El infinito (1994). Vanagloria Ediciones
- La pastilla de hormona (2002). Belleza y Felicidad
- Mil gotas (2003). Eloisa cartonera
- El cérebro musical (2005). Eloisa cartonera
- El todo que surca la nada (2006). Eloisa cartonera
- Picasso (2007). Belleza y Felicidad
- El perro (2010). Belleza y Felicidad
- El penal y el dibujante (2010). Spiral Jetty
- El té de Dios (2010). Mata-Mata
- La Revista Atenea (2011). Sazón Ediciones Latinoamericanas
- El hornero (2011). Sazón Ediciones Latinoamericanas
- En el café (2011). Belleza y Felicidad[4]
- Uma parede de tijolos (2012). Del Centro

### Histórias Originalmente Publicadas em Revistas
- "El té de Dios" (2011), na edição mexicana da Playboy[5]
- "El hornero" na revista  Muela de Juicio
- "Pobreza" na revista Muela de Juicio revista
- "Los osos topiarios del Parque Arauco" revista Paula

### Coleções de contos
- La trompeta de mimbre (1998). Beatriz Viterbo
- Relatos reunidos (2013). Mondadori
- El cérebro musical (2016). Literatura Random House

### Ensaios e Não-Ficção
- Copi (1991). Beatriz Viterbo
- Nouvelles Impressões du Petit-Maroc[6] (1991). O encontro (francês/espanhol bilíngue)
- Taxol: precedido de 'Duchamp en México" y "La broma' (1997). Simurg
- Alejandra Pizarnik (1998). Beatriz Viterbo
- Cumpleaños (2000, 2001). Mondadori – ensaio Autobiográfico
- O " dicionário de autores latinoamericanos (2001). Emecé
- Alejandra Pizarnik (2001). Ediciones Omega
- Las tres fechas (2001). Beatriz Viterbo
- Edward Lear (2004). Beatriz Viterbo
- Pequeno manual de procedimentos (2007). Arte & Letra
- Continuación de idéias diversas (de 2014). Ediciones Universidad Diego Portales
- Sobre el arte contemporáneo seguido de En La Habana (2016). Literatura Random House

### Estudos sobre a obra de Aira
- Alfieri, Carlos, Conversaciones: Entrevistas um César Aira, Guillermo Cabrera Infante, Roger Chartier, Antonio Muñoz Molina, Ricardo Piglia e Fernando Savater (Buenos Aires: katz Editores, 2008), 199 pp.
- Arambasin, Nella (ed.), Aira en réseau: caso, rencontre transdisciplinaire autour du roman de l'écrivain argentin César Aira Un episodio en la vida del pintor, viajero / Onu épisode dans la vie du peintre voyageur (Besançon: Presses universitaires de Franche-Comté, 2005).
- Capano, Daniel A., "La voz de la nueva novela histórica: La estética de la clonación y de la aporía en La liebre de César Aira," em Domínguez, Mignon (ed.), Historia, ficción y metaficción en la novela latinoamericana contemporánea (Buenos Aires: o Corregedor, 1996).
- Contreras, Sandra, oportunidades de hotéis de Las vueltas de César Aira (Rosário: Beatríz de Viterbo Editora, 2002).
- Decock, Pablo, "El transrealismo en la narrativa de César Aira," em Fabry, Geneviève, e Claudio Canaparo (eds.), El enigma de lo real: Las fronteras del realismo en la narrativa del siglo XX (Oxford e Berna: Lang, 2007).
- Decock, Pablo, Las figuras paradojicas de César Aira: Un estudio semiótico y axiológico de la estereotipia y la autofiguración (Berna: Peter Lang, 2014).
- Estrin, Laura, César Aira: El realismo y sus extremos (Buenos Aires: Ediciones Del Valle, 1999).
- Fernández, Nancy, Narraciones viajeras: César Aira y Juan José Saer (Buenos Aires: Editorial Biblos, 2000), 190 pp.
- García, Mariano, Degeneraciones textuales: Los géneros en la obra de César Aira (Rosário: Beatríz de Viterbo Editora / Consorcio de Editores, 2006).
- Klinger, Diana Irene, Escritas de si, escritas do outro: O retorno do autor e a virada etnográfica: Bernardo Carvalho, Fernando Vallejo, Washington Cucurto, João Gilberto Noll, César Aira, Silviano Santigo (Rio de Janeiro: 7Letras, 2007).
- Lafon, Michel, Cristina Breuil, Margarita Remón-Raillard, e Julio Premat (eds.), César Aira, Une Révolution (Grenoble: Université Stendhal — Grenoble 3, Tigre, 2005).
- Mattoni, Silvio, "César Aira," em Arán, Pampa (et al.) (eds.), Umbrales y catástrofes: Literatura argentina de los '90 (Argentina: Epoké, 2003).
- Peñate Rivero, Julio, "Una poética del viaje en la narrativa de César Aira?" em Peñate Rivero, Julio (ed.), Relato de viagem y literaturas hispánicas [Documentos a partir de um colóquio internacional organizado pela Universidade de Friburgo, em Maio de 2004] (Madrid: Visor Libros, 2004).
- Pitol, Sergio, e Teresa García Díaz (eds.), César Aira pt miniatura: Un acercamiento crítico (Xalpa, Veracruz: Instituto de Investigaciones Lingüístico-Literarias, Universidad Veracruzana, 2006), 188 pp.
- Scramim, Susana, Literatura fazer presente: História e anacronismo dos textos (Chapecó: Argos Editora Universitária, 2007).